# Biserica Sfântul Ioan cel Nou din Cacica

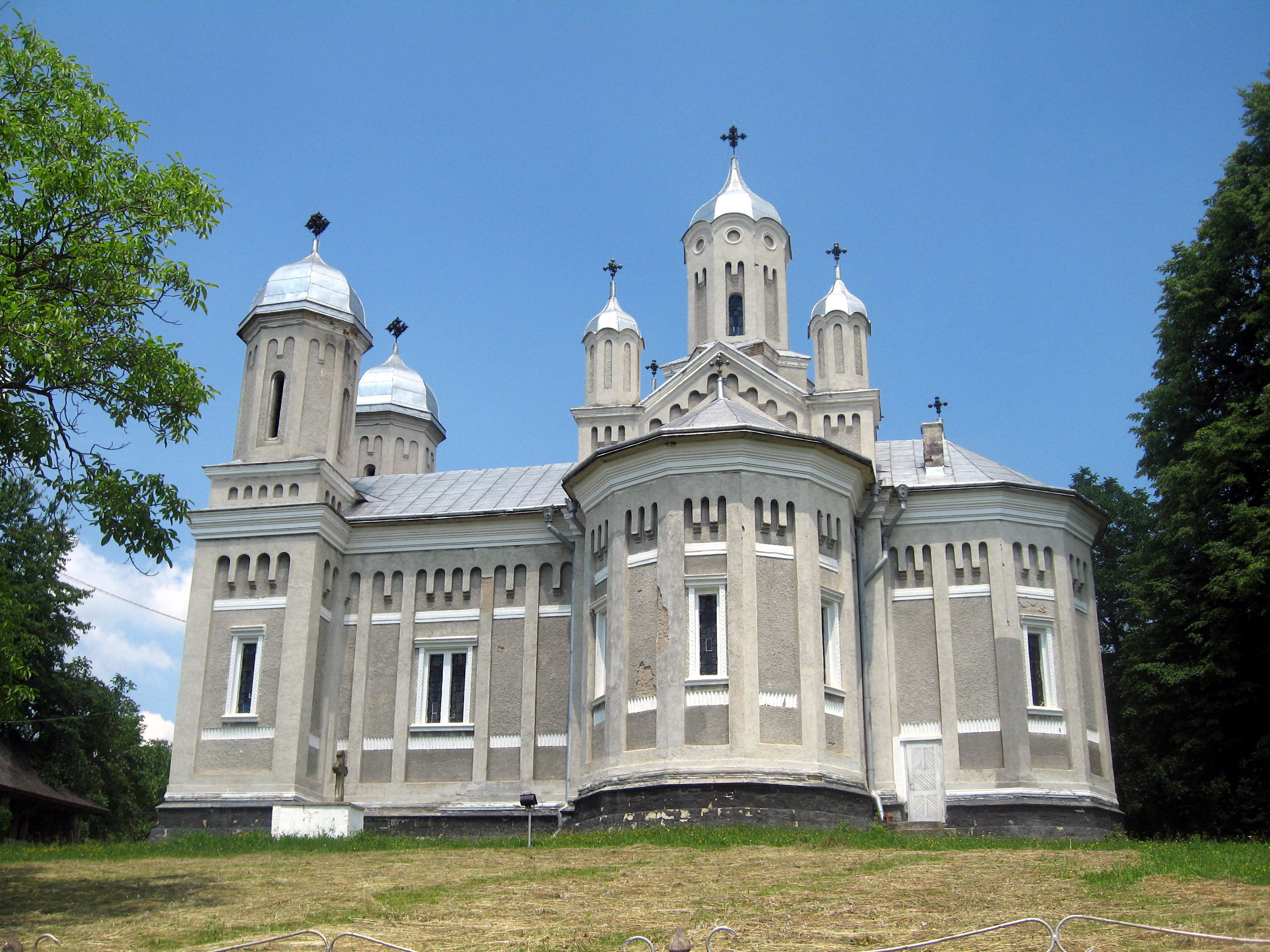
Biserica "Sf. Ioan cel Nou de la Suceava" din Cacica

Biserica "Sfântul Ioan cel Nou de la Suceava" din Cacica este o biserică ortodoxă construită în perioada 1892-1896 de către credincioșii ortodocși români din satul Cacica (comuna Cacica, județul Suceava). Ea se află situată în centrul localității.

## Istoric
Istoria satului Cacica începe după anexarea nordului Moldovei de către Imperiul Habsburgic (1775). În anul 1783 autoritățile austriece au început construirea, cu ajutorul armatei și al sătenilor din localitățile din zona de munte, a drumului de la Storojineț spre Vatra Dornei, care urma să treacă pe teritoriul actualului sat Cacica. Lucrarea a fost coordonată de inginerul genist Horn von Ozelowitz și a fost finalizată în anul 1808.
În 1785, în chiliile fostei mănăstiri Solca s-a înființat un Oficiu de încercare și cercetare a sării din zona Solca și, totodată, un depozit pentru sarea adusă din Transilvania, pentru trebuințele Bucovinei. S-au efectuat prospecțiuni geologice la Cacica și la Solca, iar în perioada 1790-1795 au venit primii coloniști germani și polonezi, care s-au stabilit inițial la Solca, lucrând ca mineri, meșteșugari și funcționari. O a doua mare colonizare cu muncitori germani și poloni la Cacica a avut loc în anul 1835.
În prima jumătate a secolului al XIX-lea, ca urmare a dezvoltării activității de exploatarea a sării, au venit la Cacica numeroase familii de români care să lucreze la salină. Acestea s-au stabilit aici, înălțându-și case. Credincioșii ortodocși din Cacica frecventau Biserica de lemn din Pârteștii de Sus, după atestă șematismele Episcopiei Bucovinei din 1843 și 1876. În acei ani slujeau acolo preoții-parohi Ioan Dan și Dimitrie Dan.
Deoarece numărul credincioșilor ortodocși români din sat era în creștere, s-a pus problema unui locaș de rugăciune și a unui preot slujitor. Mai multe parohii ortodoxe din Bucovina au deschis liste de subscripție publică pentruu construirea bisericii ortodoxe din Cacica, care au fost încredințate preoților parohi; printre acestea au fost comunitățile ortodoxe din următoarele localități: 
- Arbore (listă deschisă în iunie 1891 de Niculai al lui Zaharia Buliga, agricultor) [2],
- Bălăceana (listă deschisă în noiembrie 1891 de Alexie Rusu, învățător superior) [3],
- Botoșana (listă deschisă în iunie 1891 de pr. Nicolae Sbiera, paroh) [4],
- Călinești-Cuparencu (listă deschisă în iunie 1891 de pr. Ion Ștefaniuc, paroh) [5],
- Cârlibaba (listă deschisă în iunie 1891 de pr. Alecsandru Popșor, preot exposit în Cârlibaba) [6],
- Ciocănești (listă deschisă în septembrie 1891 de pr. Roman Bârgăuan, paroh) [7],
- Davideni (listă deschisă în decembrie 1891 de pr. Alexandru Tarnavschi, administrator parohial) [8],
- Dorna Candrenilor (listă deschisă în iunie 1891 de pr. Simion Iliuț, paroh) [9],
- Gălănești (listă deschisă în septembrie 1891 de pr. Samuil Sauciuc, paroh) etc.

În ziua de 28 iulie/9 august 1892, în biserica din Pârteștii de Sus s-a oficiat o liturghie duminicală de către un sobor de preoți format din Nicolae Lomicovschi din Vama, George Pauliuc din Burla, Nicolae Popovici din Pârteștii de Jos, la strană aflându-se cantorii Nicu Șindilar din Pârteștii de Sus și Epifanie Vasilovschi din Solca. Au fost de față la acest eveniment protopopul Ioan Mândrilă de la Rădăuți, academicianul Ion Gh. Sbiera, preoții Nicolae Sbiera (paroh de Botoșana), Epifanie Bacinschi (paroh de Solca), Dimitrie Dan și Ilarie Bădăluță. După liturghie, convoiul s-a îndreptat spre Cacica, unde a fost întâmpinat de primarul Friedrich Wendrichowski și de locuitorii satului. Soborul de preoți a sfințit apoi piatra de temelie a bisericii ortodoxe din Cacica.
Biserica ortodoxă din Cacica a fost construită prin subscripție publică între anii 1892-1896, prin strădaniile preotului paroh Ilarie Bădăluță, sprijinit de membrii Consiliului parohial. Lăcașul de cult este din piatră, fiind o copie fidelă, dar de mai mici proporții, a Catedralei Mitropolitane din Cernăuți. Biserica a fost sfințită în anul 1896 de mitropolitul Arcadie Ciupercovici al Bucovinei și Dalmației, primind hramul Sfântului Ioan cel Nou de la Suceava.
Lângă peretele sudic al bisericii se află o cruce de piatră cu următoarea inscripție în limba română cu caractere chirilice: "Această sfîntă cruce o făcuto Vasîle a lui Ion Blarniuc cu soția sa [...] numai amîndoi anu 1891".
Primul paroh a fost preotul Ilarie Bădăluță (ortografiat în actele germane Hilarion Badalutza), născut la 1 iulie 1856 în satul Părhăuți. Acesta a absolvit Gimnaziul din Suceava (1880) și apoi Facultatea de Teologie din Cernăuți (1885), fiind hirotonit preot în 1885. Acesta a fost înmormântat lângă altarul bisericii din Cacica, pe monumentul său funerar aflându-se următoarea inscripție: "Parohul JLARIE BĂDĂLUȚĂ păstor de suflete din comunile Părteștii-de-Sus și Căcica, prin a cărui stăruință s'a zidit și sfințit această biserică. 1-VIII-1858-9-V-1916".
După cum se precizează în "Anuarul Mitropoliei Bucovinei pe anul 1937", Biserica "Sfântul Ioan cel Nou" din Cacica avea o casă parohială de cărămidă, o sesie parohială de 12 ha, o sesie a cântărețului de 3 ha și o sesie a ponomarului de 3 ha. Parohia avea în îngrijire spirituală 207 familii cu 724 credincioși. În acel an, comunitatea ortodoxă din Cacica era păstorită de preotul paroh George Bosovici (născut în 1897).
În decursul timpului, biserica a fost renovată. În perioada 1980-1982 s-au consolidat și tencuit pereții exteriori și s-a repictat interiorul bisericii de către pictorul Nicolae Gavrilean din Gura Humorului, lucrările fiind finalizate în noiembrie 1982. Lăcașul de cult a fost resfințit la 19 iunie 1983 de către mitropolitul Teoctist Arăpașu al Moldovei și Sucevei. Deasupra intrării se află următoarea inscripție: "Cu mila Tatălui, ajutorul Fiului și puterea Duhului Sfânt, s-a zidit această Sfântă Biserică cu hramul Sf.Ioan cel Nou de la Suceava, între anii 1892-1896 prin strădania preotului paroh Ilarie Bădăluță, cu sprijinul Consiliului Parohial și obolul credincioșilor. În 1980 s-a renovat în exterior și s-a continuat cu lucrările în frescă, repictată fiind de pictorul Nicolae Gavrilean. A fost terminată în noiembrie 1982. A fost resfințită la 19 iunie 1983 de către Prea Fericitul Teoctist".
Ca parohi la Cacica au slujit următorii: Ilarie Bădăluță (1889-1916), Ioan Enache (1916-1921, 1923), Ioan Creangă (1920), Gheorghe Rotaru (iulie-noiembrie 1920), Gheorghe Belei (1924-1928), Gheorghe Bosovici (1928-1957), Gavril Hojbotă (1957-1979), Mircea Nuțu (1979-1991), viitor consilier economic al Arhiepiscopiei Sucevei și Rădăuților, și Tiberiu Dumitru Beleagă (din 1991).

## Arhitectura bisericii
Biserica "Sf. Ioan cel Nou" din Cacica are formă de cruce, cu abside laterale și absida altarului de formă semicirculară și cu șapte turle. Turla de deasupra naosului este flancată de patru turle false. Deasupra pridvorului se află alte două turle. Acoperișul edificului are o învelitoare din tablă zincată.
În interior, biserica este împărțită în patru încăperi: pridvor, pronaos, naos și altar.

## Imagini

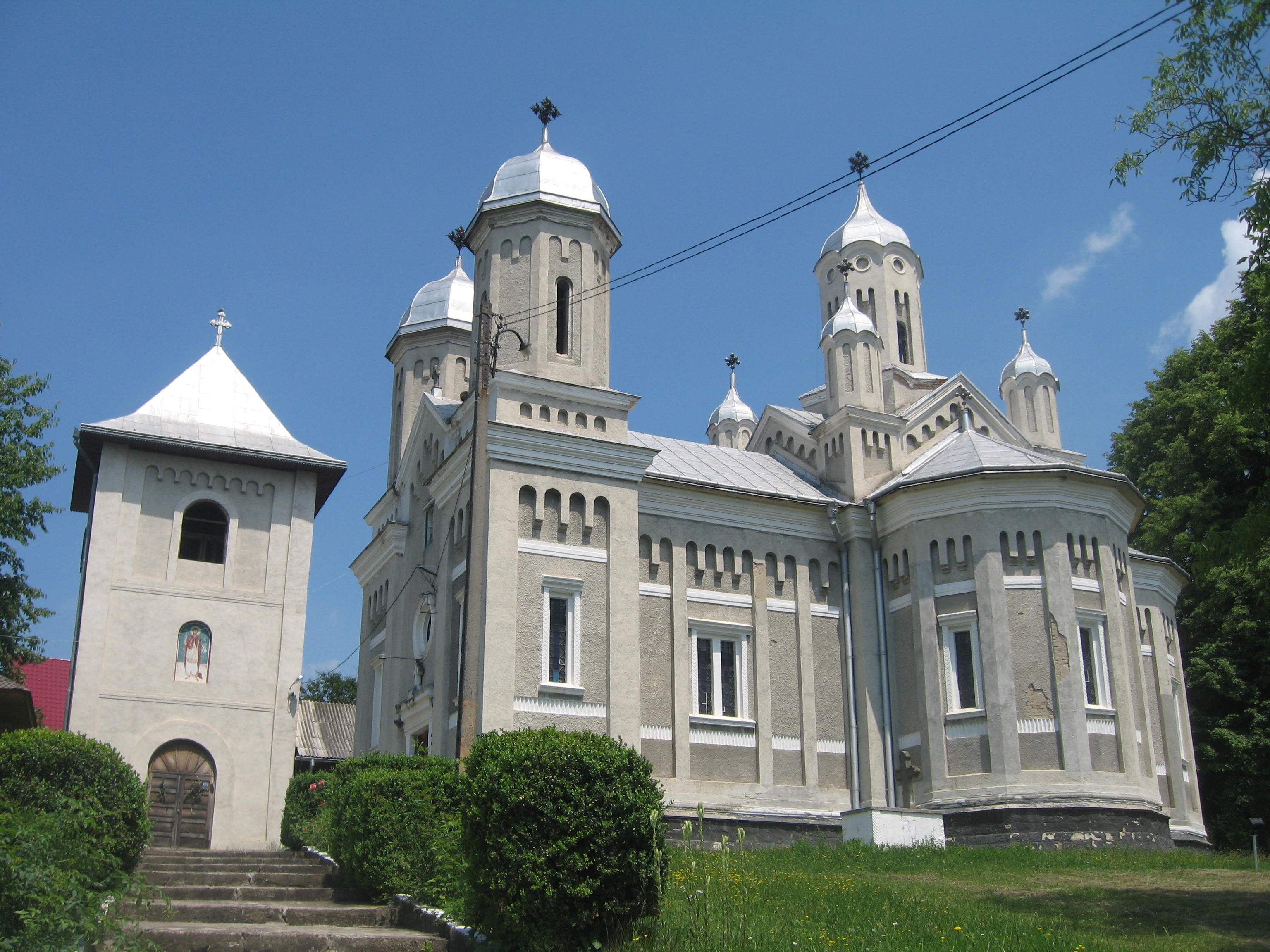
Biserica şi turnul-clopotniţă văzute din stradă
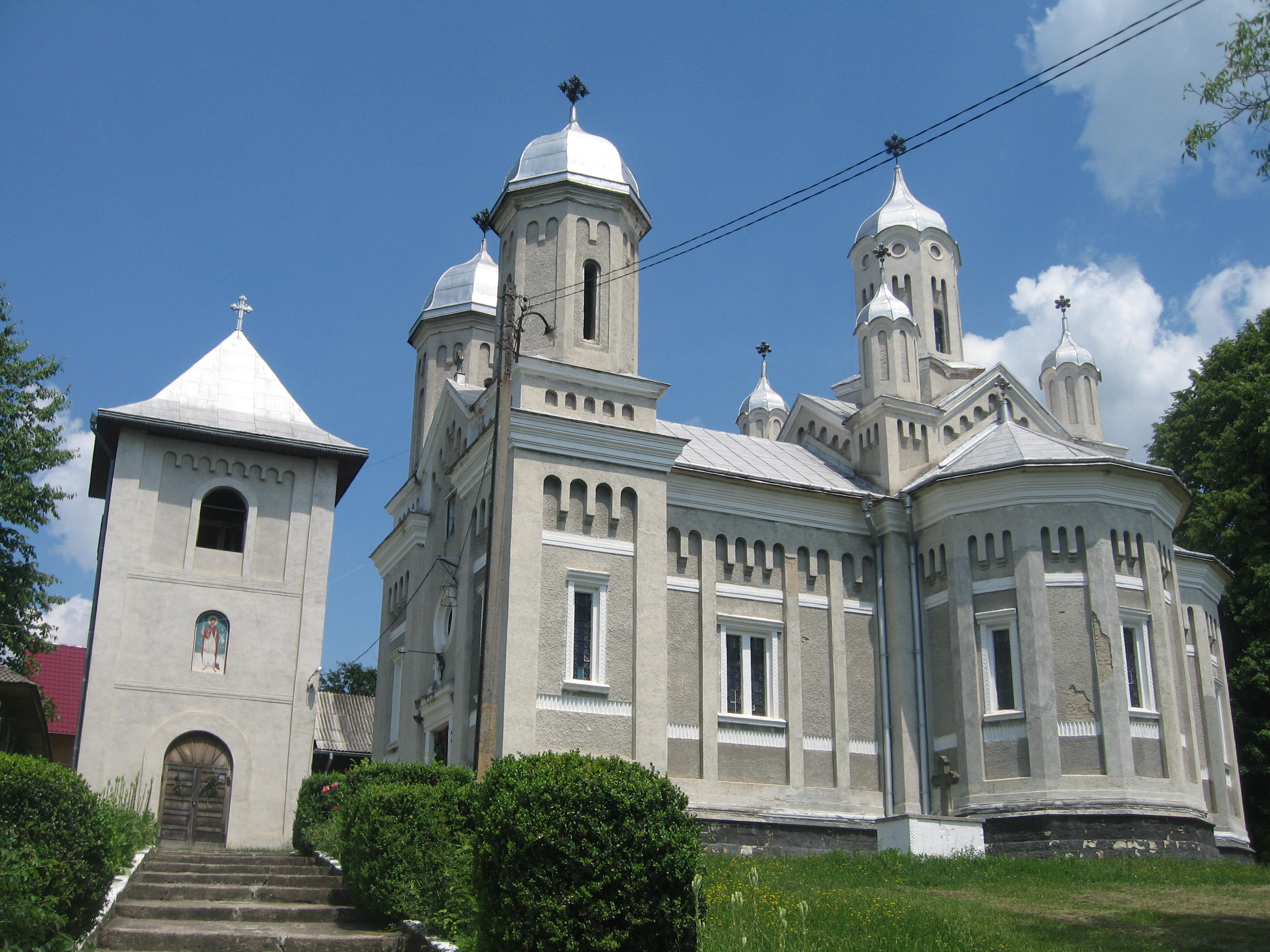
Biserica şi turnul-clopotniţă văzute din stradă
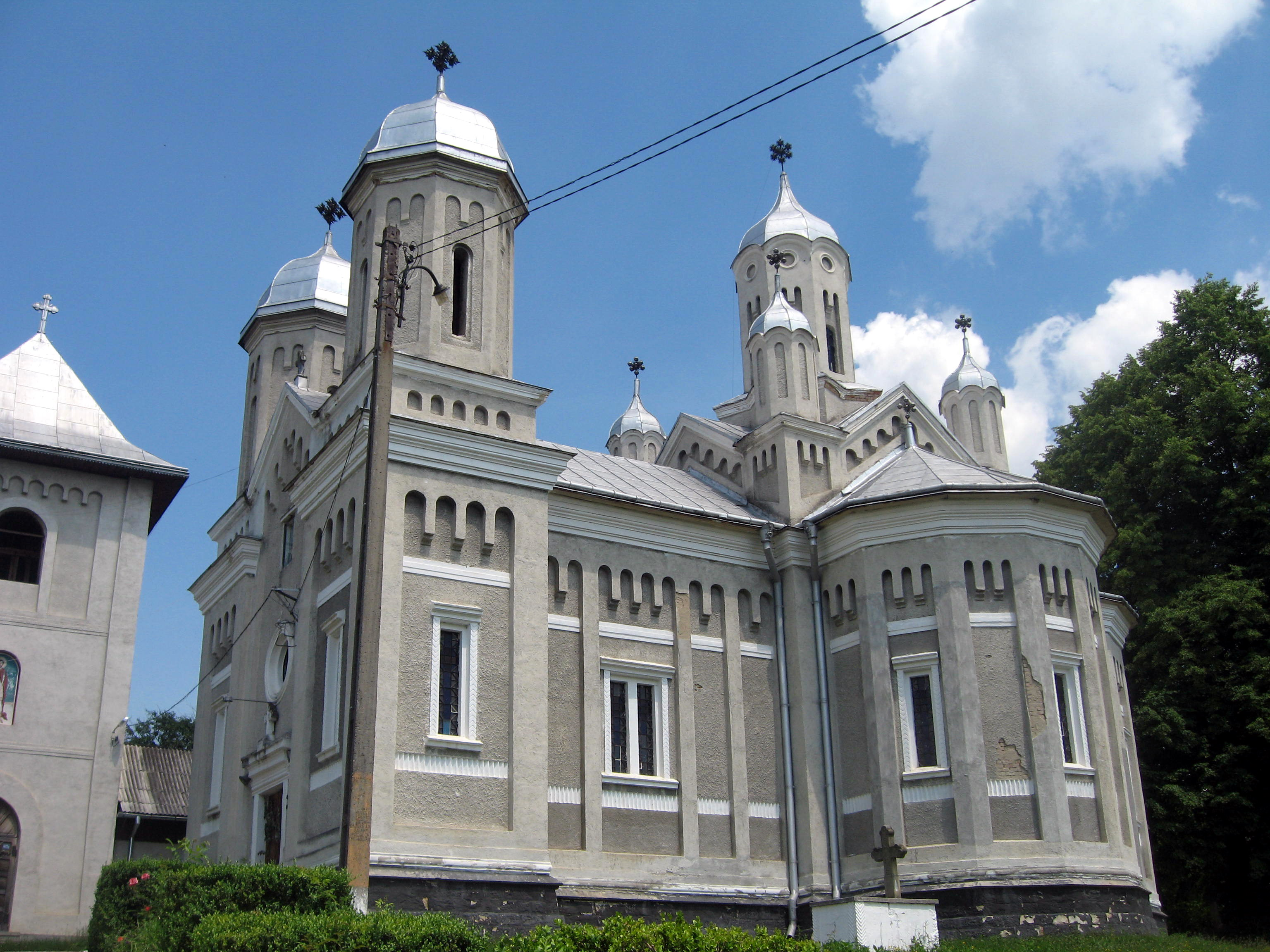
Vedere dinspre sud-vest
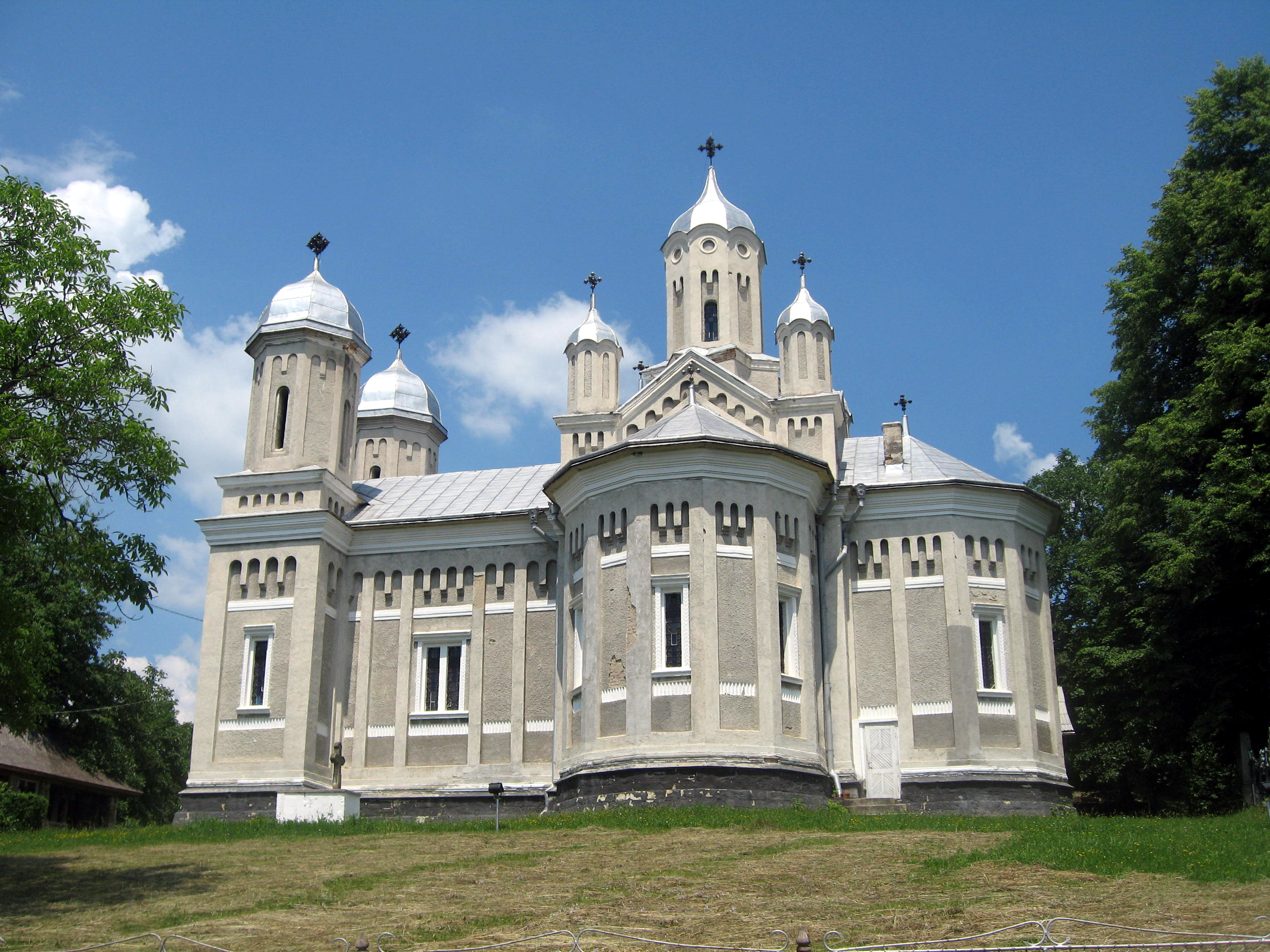
Latura sudică
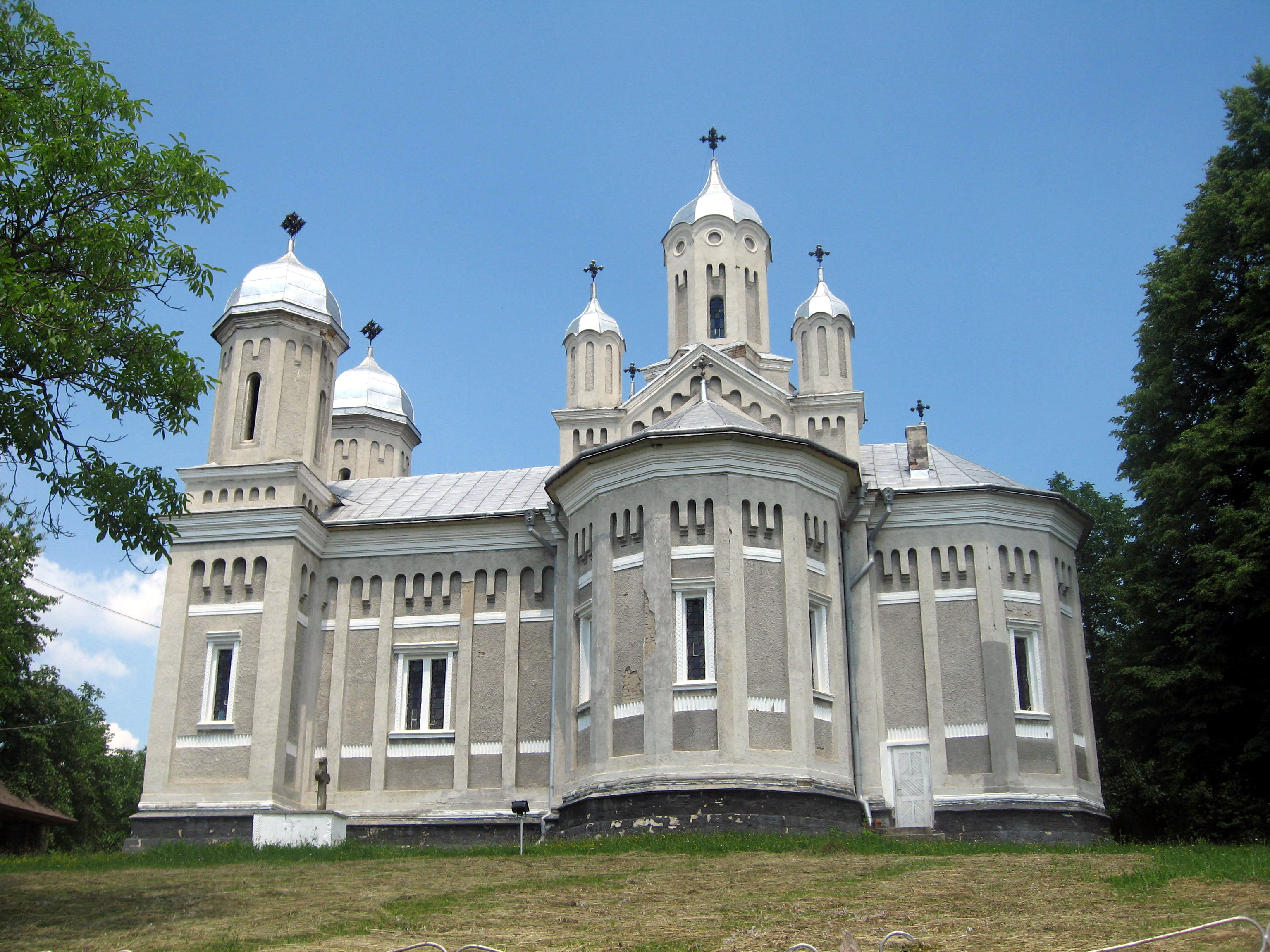
Latura sudică
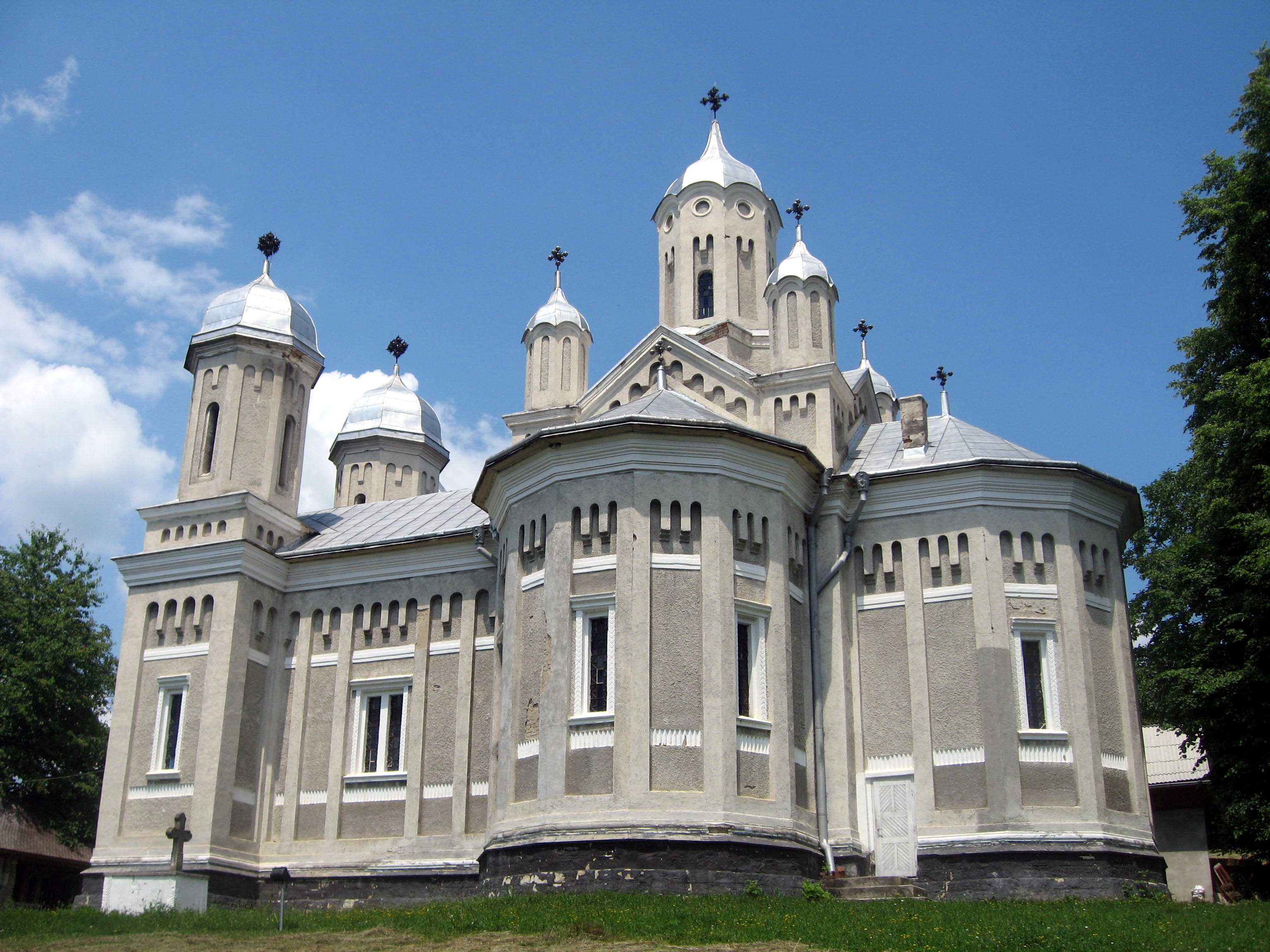
Latura sudică
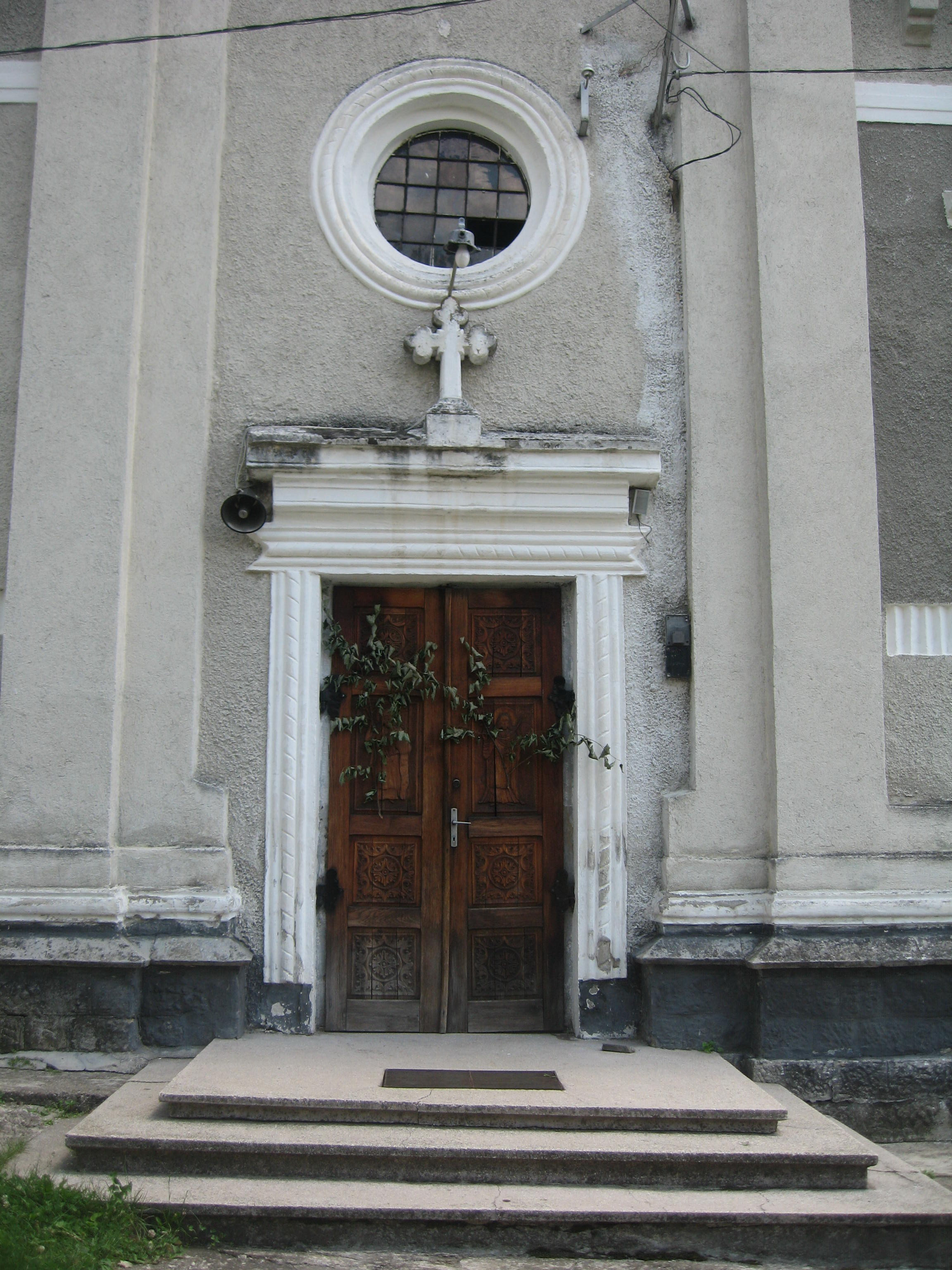
Portalul de intrare în biserică
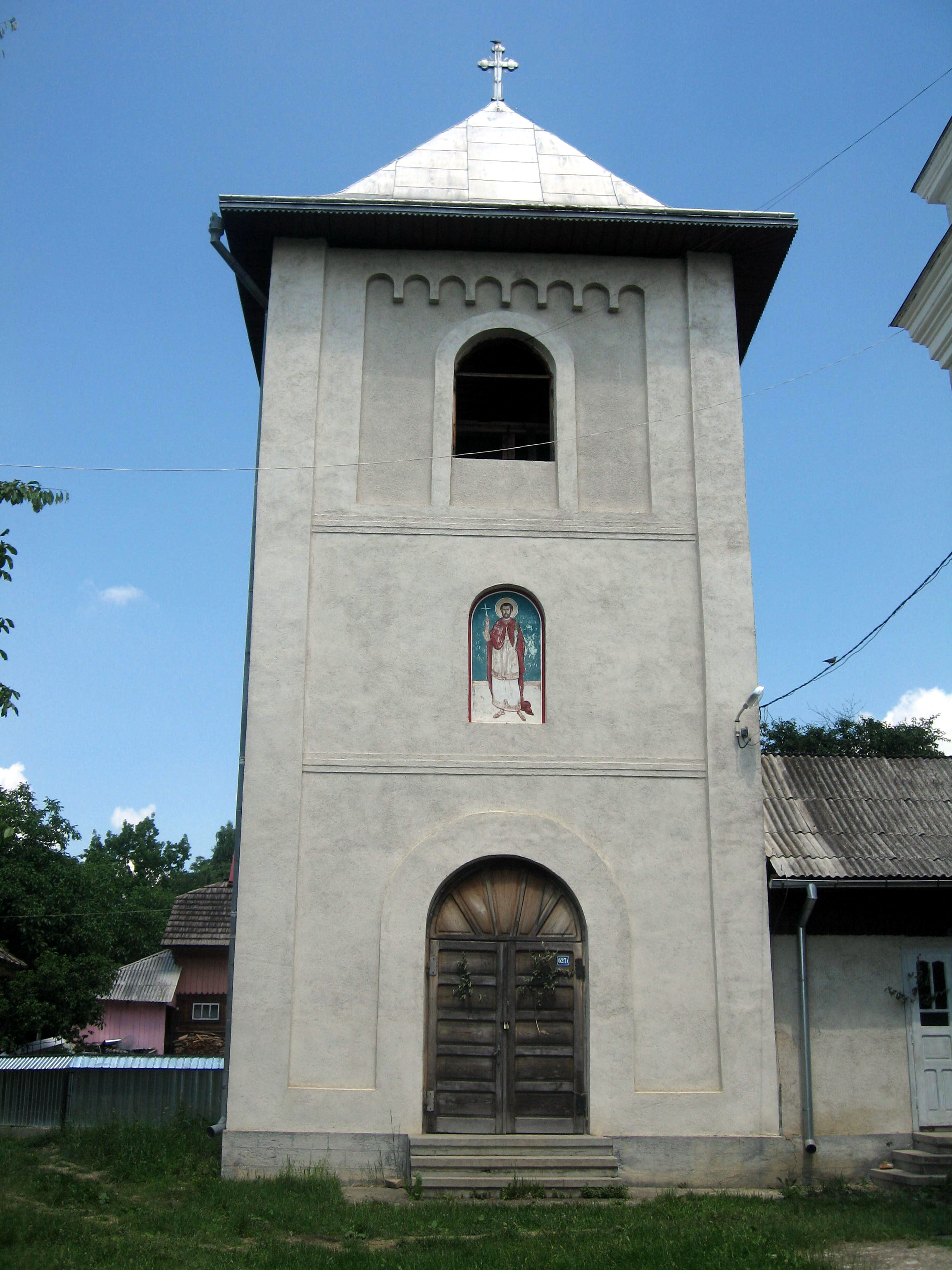
Turnul clopotniţă
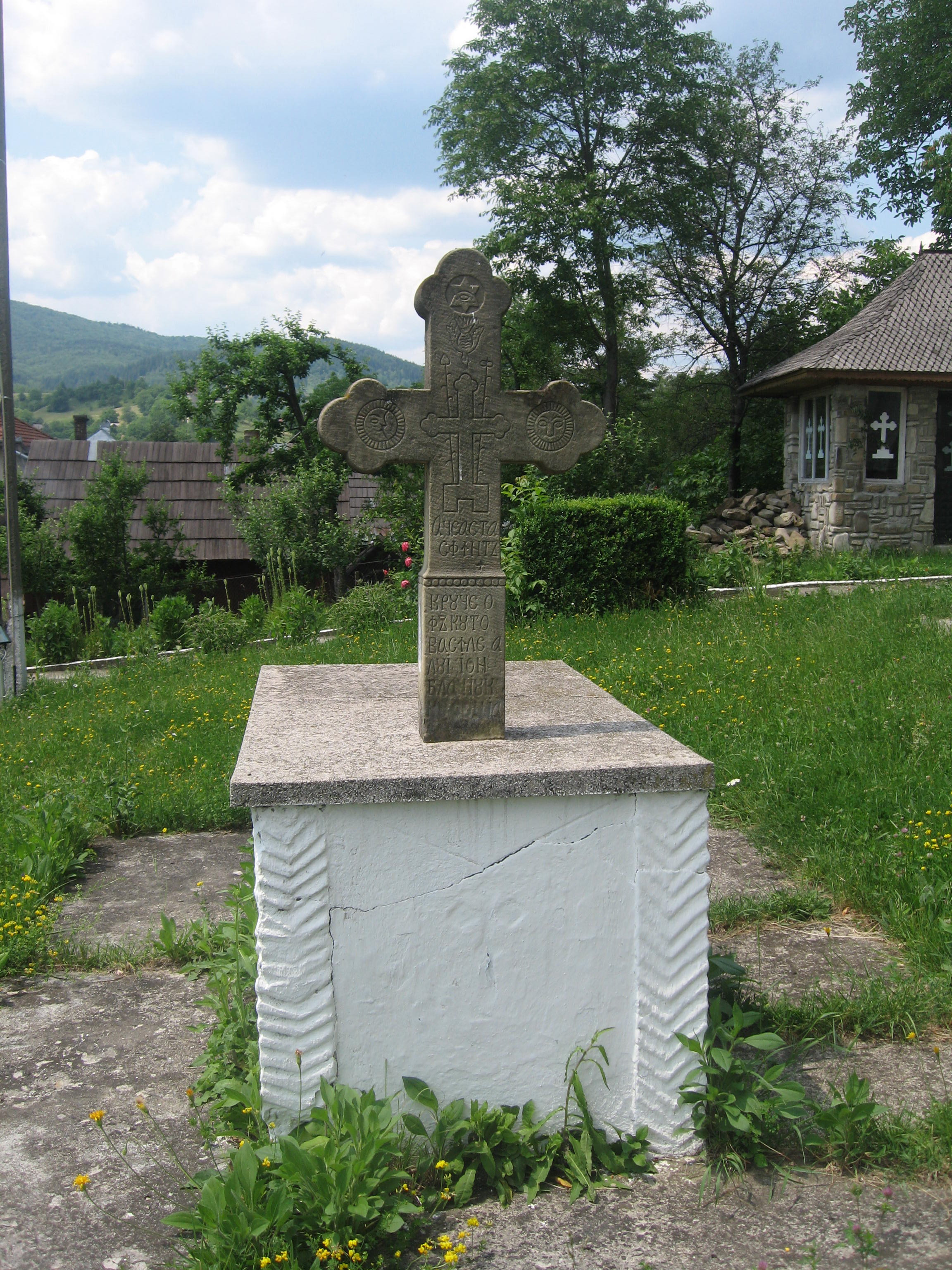
Cruce de piatră construită în 1891
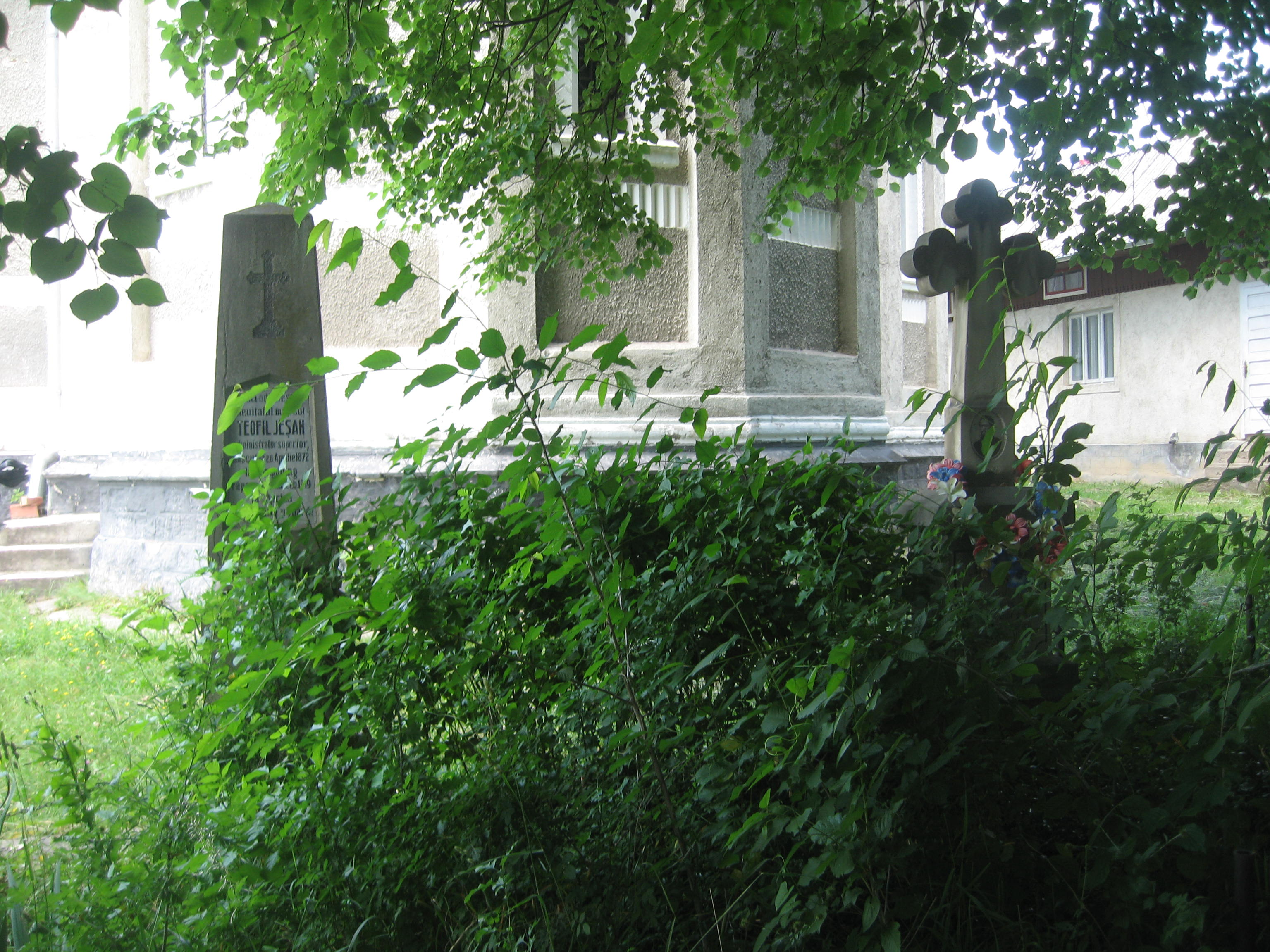
Morminte de preoţi lângă altarul bisericii
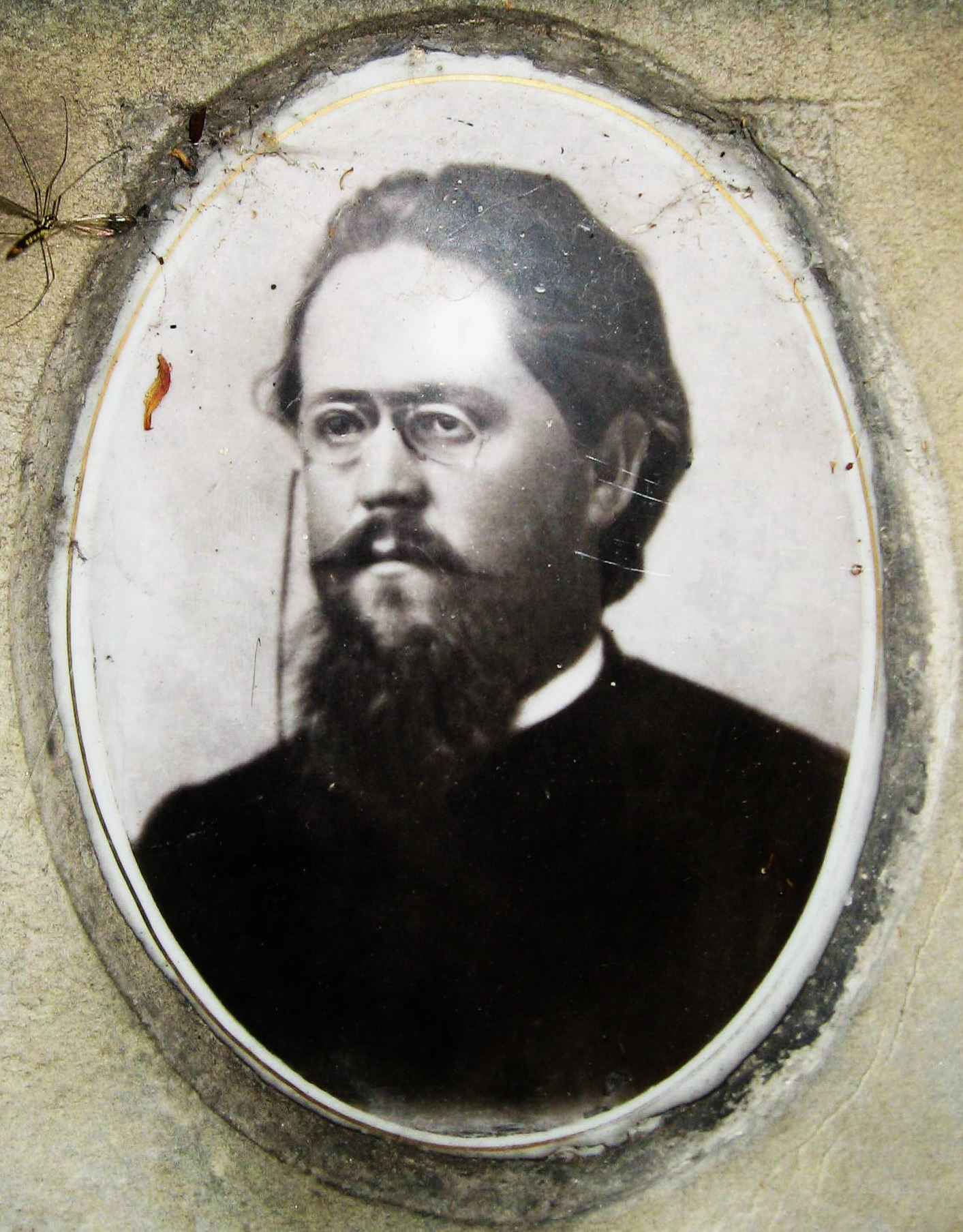
Preotul Ilarie Bădăluţă (1858-1916), primul paroh
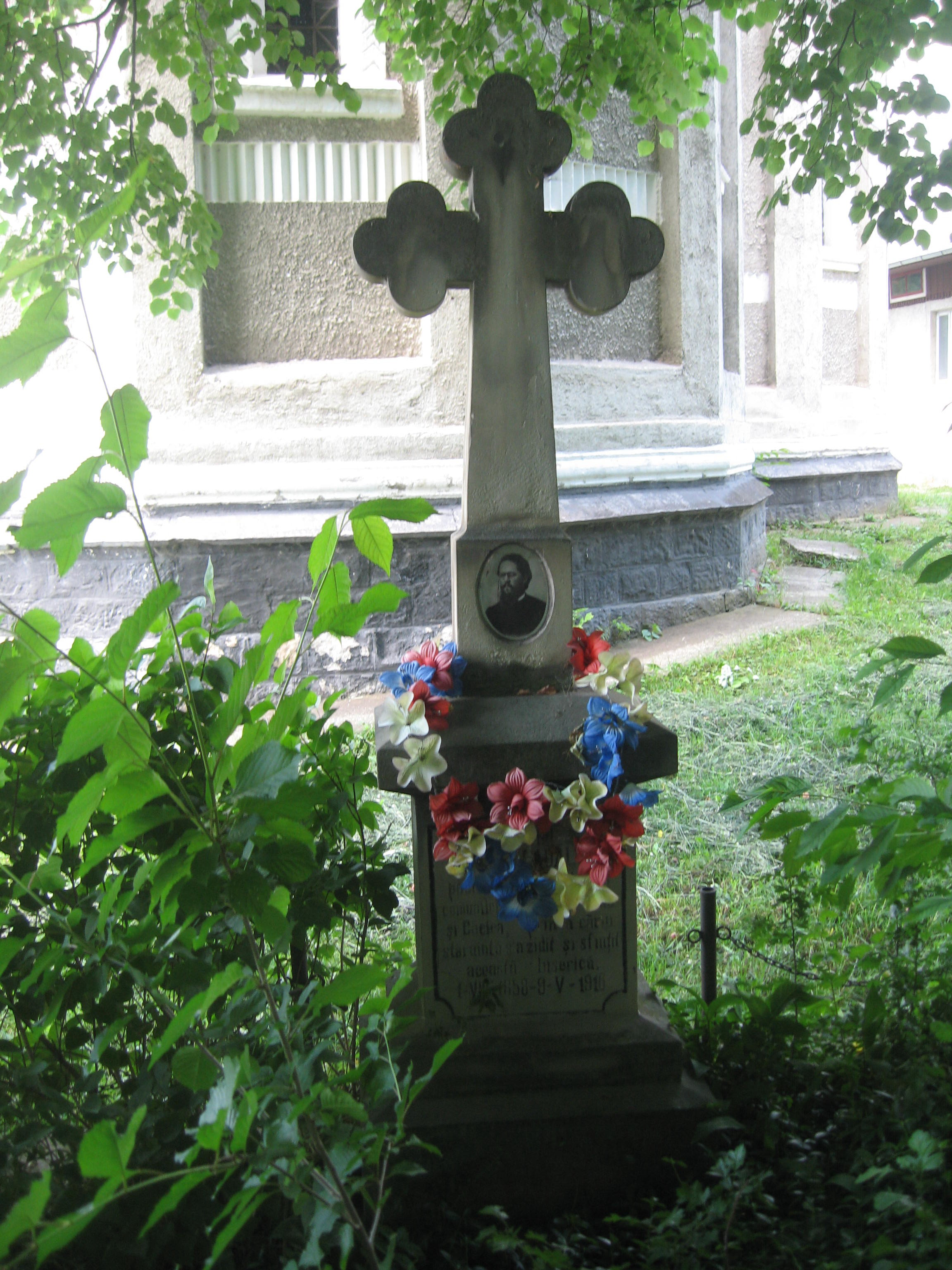
Mormântul preotului Ilarie Bădăluţă lângă altarul bisericii